# كسوف الشمس 11 مارس 2062
سيحدث كسوف جزئي للشمس يوم السبت 11 مارس 2062. يحدث كسوف الشمس عندما يمر القمر بين الأرض والشمس ، وبالتالي يحجب صورة الشمس كليًا أو جزئيًا عن مشاهد على الأرض. يحدث كسوف جزئي للشمس في المناطق القطبية من الأرض عندما يغيب مركز ظل القمر عن الأرض.

## الخسوفات ذات الصلة

### كسوف الشمس 2062-2065
هذا الكسوف هو جزء من سلسلة كسوف الشمس 2059-2061. يتكرر الكسوف في كل 177 يومًا تقريبًا و 4 ساعات ي العقد المتناوبة من مدار القمر.
| 121 | مارس 11, 2062 جزئي   | 126 | سبتمبر 3, 2062 جزئي |
| 131 | فبراير 28, 2063 حلقي | 136 | أغسطس 24, 2063 كلي  |
| 141 | فبراير 17, 2064 حلقي | 146 | أغسطس 12, 2064 كلي  |
| 151 | فبراير 5, 2065 جزئي  | 156 | أغسطس 2, 2065 جزئي  |

### سلسلة ميتونيك
تتكرر السلسلة ميتونيك كل 19 عامًا (6939.69 يومًا) ، وتستمر حوالي 5 دورات. يحدث الكسوف في نفس تاريخ التقويم تقريبًا. بالإضافة إلى ذلك ، تتكرر سلسلة أكتون الفرعية 1/5 من ذلك أو كل 3.8 سنوات (1387.94 يومًا). تحدث جميع الكسوفات في هذا الجدول عند العقدة الصاعدة للقمر.
| سلسلة Octon مع 21 حدثًا بين 21 مايو 1993 و 2 أغسطس 2065 | سلسلة Octon مع 21 حدثًا بين 21 مايو 1993 و 2 أغسطس 2065 | سلسلة Octon مع 21 حدثًا بين 21 مايو 1993 و 2 أغسطس 2065 | سلسلة Octon مع 21 حدثًا بين 21 مايو 1993 و 2 أغسطس 2065 | سلسلة Octon مع 21 حدثًا بين 21 مايو 1993 و 2 أغسطس 2065 |
| مايو 20–21                                             | مارس 8–9                                               | ديسمبر 25–26                                           | أكتوبر 13–14                                           | أغسطس 1–2                                              |
| 98                                                     | 100                                                    | 102                                                    | 104                                                    | 106                                                    |
| ------------------------------------------------------ | ------------------------------------------------------ | ------------------------------------------------------ | ------------------------------------------------------ | ------------------------------------------------------ |
| مايو 21, 1955                                          | مارس 9, 1959                                           | ديسمبر 26, 1962                                        | أكتوبر 14, 1966                                        | أغسطس 2, 1970                                          |
| 108                                                    | 110                                                    | 112                                                    | 114                                                    | 116                                                    |
| مايو 21, 1974                                          | مارس 9, 1978                                           | ديسمبر 26, 1981                                        | أكتوبر 14, 1985                                        | أغسطس 1, 1989                                          |
| 118                                                    | 120                                                    | 122                                                    | 124                                                    | 126                                                    |
| مايو 21, 1993                                          | مارس 9, 1997                                           | ديسمبر 25, 2000                                        | أكتوبر 14, 2004                                        | أغسطس 1, 2008                                          |
| 128                                                    | 130                                                    | 132                                                    | 134                                                    | 136                                                    |
| مايو 20, 2012                                          | مارس 9, 2016                                           | ديسمبر 26, 2019                                        | أكتوبر 14, 2023                                        | أغسطس 2, 2027                                          |
| 138                                                    | 140                                                    | 142                                                    | 144                                                    | 146                                                    |
| مايو 21, 2031                                          | مارس 9, 2035                                           | ديسمبر 26, 2038                                        | أكتوبر 14, 2042                                        | أغسطس 2, 2046                                          |
| 148                                                    | 150                                                    | 152                                                    | 154                                                    | 156                                                    |
| مايو 20, 2050                                          | مارس 9, 2054                                           | ديسمبر 26, 2057                                        | أكتوبر 13, 2061                                        | أغسطس 2, 2065                                          |
| 158                                                    | 160                                                    | 162                                                    | 164                                                    | 166                                                    |
| مايو 20, 2069                                          | مارس 8, 2073                                           | ديسمبر 26, 2076                                        | أكتوبر 13, 2080                                        | أغسطس 1, 2084                                          |

### سلسلة اينكس
هذا الكسوف هو جزء من دورة اينكس طويلة الأمد ، يتكرر عند العقد المتناوبة ، كل 358 شهرًا سينوديًا (≈ 10571.95 يومًا ، أو 29 عامًا ناقص 20 يومًا).
مظهرها وخط طولها غير منتظمين بسبب عدم التزامن مع الشهر غير الطبيعي (فترة الحضيض). ومع ذلك ، فإن مجموعات 3 دورات اينكس (87 سنة ناقص شهرين) تقترب (≈ 1،151.02 شهرًا غير طبيعي) ، لذا فإن الكسوف متشابه في هذه المجموعات.
| أعضاء سلسلة اينكس بين عامي 1901 و 2100: | أعضاء سلسلة اينكس بين عامي 1901 و 2100: | أعضاء سلسلة اينكس بين عامي 1901 و 2100: |
| --------------------------------------- | --------------------------------------- | --------------------------------------- |
| 22 نوفمبر 1919 (ساروس 141)              | 1 نوفمبر 1948 (ساروس 142)               | 12 أكتوبر 1977 (ساروس 143)              |
| 22 سبتمبر 2006 (ساروس 144)              | 2 سبتمبر 2035 (ساروس 145)               | 12 أغسطس 2064 (ساروس 146)               |
| 23 يوليو 2093 (ساروس 147)               |                                         |                                         |

### سلسلة تريتوس
هذا الكسوف هو جزء من دورة تريتوس ، يتكرر عند العقد المتناوبة كل 135 شهرًا متزامنًا (≈ 3986.63 يومًا ، أو 11 عامًا ناقص شهر واحد). مظهرها وخط طولها غير منتظمين بسبب نقص التزامن مع الشهر غير الطبيعي (فترة الحضيض) ، لكن التجمعات المكونة من 3 دورات تريتوس (33 عامًا ناقص 3 أشهر) تقترب (≈ 434.044 شهرًا غير طبيعي) ، لذا فإن الكسوف متشابه في هذه التجمعات.
| أعضاء سلسلة تريتوس بين عامي 1901 و 2100 | أعضاء سلسلة تريتوس بين عامي 1901 و 2100 | أعضاء سلسلة تريتوس بين عامي 1901 و 2100 | أعضاء سلسلة تريتوس بين عامي 1901 و 2100 |
| --------------------------------------- | --------------------------------------- | --------------------------------------- | --------------------------------------- |
| 9 سبتمبر 1904 (ساروس 133)               | 10 أغسطس 1915 (ساروس 134)               | 9 يوليو 1926 (ساروس 135)                |                                         |
| 8 يونيو 1937 (ساروس 136)                | 9 مايو 1948 (ساروس 137)                 | 8 أبريل 1959 (ساروس 138)                |                                         |
| 7 مارس 1970 (ساروس 139)                 | 4 فبراير 1981 (ساروس 140)               | 4 يناير 1992 (ساروس 141)                |                                         |
| 4 ديسمبر 2002 (ساروس 142)               | 3 نوفمبر 2013 (ساروس 143)               | 2 أكتوبر 2024 (ساروس 144)               |                                         |
| 2 سبتمبر 2035 (ساروس 145)               | 2 أغسطس 2046 (ساروس 146)                | 1 يوليو 2057 (ساروس 147)                |                                         |
| 31 مايو 2068 (ساروس 148)                | 1 مايو 2079 (ساروس 149)                 | 31 مارس 2090 (ساروس 150)                |                                         |

## روابط خارجية
- www.solar-eclipse.de - متوسط التغطية السحابية والمدن على طول مسار الكسوف
- رسومات ناسا